# Abyssoberyx levisquamosus
Abyssoberyx levisquamosus är en fiskart som beskrevs av Merrett och Moore 2005. Abyssoberyx levisquamosus ingår i släktet Abyssoberyx och familjen Stephanoberycidae. Inga underarter finns listade i Catalogue of Life.